# Mandevilla funiformis
Mandevilla funiformis là một loài thực vật có hoa trong họ La bố ma. Loài này được (Vell.) K.Schum. mô tả khoa học đầu tiên năm 1895.